# Eleccions regionals de Trentino-Tirol del Sud de 1993
Les eleccions regionals de Trentino-Tirol del Sud de 1993 per a escollir el primer Consell Regional del Trentino-Tirol del Sud se celebraren el 21 de novembre de 1993. La participació fou del 88,4%. Després de les eleccions, SVP, DC i PATT formaren una coalició a nivell regional. Luis Durnwalder (SVP) fou nomenat president de Tirol del Sud mentre Carlo Andreotti (PATT) ho fou de la província de Trento.

## Resultats

### Total regional
| Partits                               | vots    | %     | Escons |
| ------------------------------------- | ------- | ----- | ------ |
| Südtiroler Volkspartei                | 160.186 | 26,0  | 19     |
| Democràcia Cristiana Italiana         | 87.896  | 14,3  | 11     |
| Partit Autonomista Trentino Tirolès   | 62.138  | 10,1  | 7      |
| Lliga Nord                            | 50.210  | 9,6   | 7      |
| Moviment Social Italià-Dreta Nacional | 45.176  | 7,3   | 5      |
| La Rete                               | 32.195  | 5,2   | 4      |
| Partit Democràtic d'Esquerra          | 28.416  | 4,6   | 3      |
| Verds del Tirol del Sud               | 21.293  | 3,5   | 2      |
| Die Freiheitlichen                    | 18.669  | 3,0   | 2      |
| Union für Südtirol                    | 14.777  | 2,4   | 2      |
| Lliga Autonomia Trentino              | 12.014  | 2,0   | 1      |
| Solidarietà                           | 10.025  | 1,6   | 1      |
| Aliança pel Trentino                  | 9.192   | 1,5   | 1      |
| Unió del centre                       | 8.392   | 1,4   | 1      |
| Rifondazione Comunista                | 7.825   | 1,3   | 1      |
| Aliança Democràtica                   | 6.945   | 1,1   | 1      |
| Moviment Politich Ladins              | 6.058   | 1,0   | 1      |
| Partit Socialista Democràtic Italià   | 5.273   | 0,9   | 1      |
| Partit Socialista Italià              | 3.847   | 0,6   | -      |
| Lliga Tridente                        | 3.511   | 0,6   | -      |
| Partit Republicà Italià               | 3.364   | 0,6   | -      |
| Llista Socialista Trentino            | 3.272   | 0,5   | -      |
| Populars pel Trentino                 | 3.259   | 0,5   | -      |
| Partit de la Llei Natural             | 1.709   | 0,3   | -      |
| I Democratici                         | 1.071   | 0,2   | -      |
| Partit Democràtic                     | 507     | 0,1   | -      |
| Total                                 | 616.220 | 100,0 | 70     |

Font: Regione Trentino-Alto Adige

### Província de Trento
| Partit                                | vots    | %     | Escons |
| ------------------------------------- | ------- | ----- | ------ |
| Democràcia Cristiana Italiana         | 74.274  | 24,1  | 9      |
| Partit Autonomista Trentino Tirolès   | 62.138  | 20,2  | 7      |
| Lliga Nord Trentino                   | 50.095  | 16,2  | 6      |
| La Rete                               | 29.386  | 9,5   | 4      |
| Partit Democràtic de l'Esquerra       | 19.370  | 6,3   | 2      |
| Lliga Autonomia Trentino              | 12.014  | 3,9   | 1      |
| Solidarietà                           | 10.025  | 3,3   | 1      |
| Moviment Social Italià-Dreta Nacional | 9.343   | 3,0   | 1      |
| Aliança pel Trentino                  | 9.192   | 3,0   | 1      |
| Rifondazione Comunista                | 5.506   | 1,8   | 1      |
| Partit Socialista Democràtic Italià   | 5.273   | 1,7   | 1      |
| Aliança Democràtica                   | 4.240   | 1,4   | 1      |
| altres                                | 17.526  | 4,7   | -      |
| Total                                 | 308.382 | 100,0 | 35     |

Fonte: Regione Trentino-Alto Adige

### Provincia di Bolzano
| Partits                               | vots    | %     | escons |
| ------------------------------------- | ------- | ----- | ------ |
| Südtiroler Volkspartei                | 160.186 | 52,0  | 19     |
| Moviment Social Italià-Dreta Nacional | 35.833  | 11,6  | 4      |
| Verds del Tirol del Sud               | 21.293  | 6,9   | 2      |
| Die Freiheitlichen                    | 18.669  | 6,1   | 2      |
| Union für Südtirol                    | 14.777  | 4,8   | 2      |
| Democràcia Cristiana Italiana         | 13.622  | 4,4   | 2      |
| Lliga Nord del Tirol del Sud          | 9.115   | 3,0   | 1      |
| Partit Democràtic de l'Esquerra       | 9.046   | 2,9   | 1      |
| Moviment Polític Ladins               | 6.058   | 2,0   | 1      |
| Unió del centre                       | 5.343   | 1,7   | 1      |
| altres                                | 13.896  | 4,5   | -      |
| Total                                 | 307.838 | 100,0 | 35     |

Font: Regione Trentino-Alto Adige